# Leopold von Stralendorf

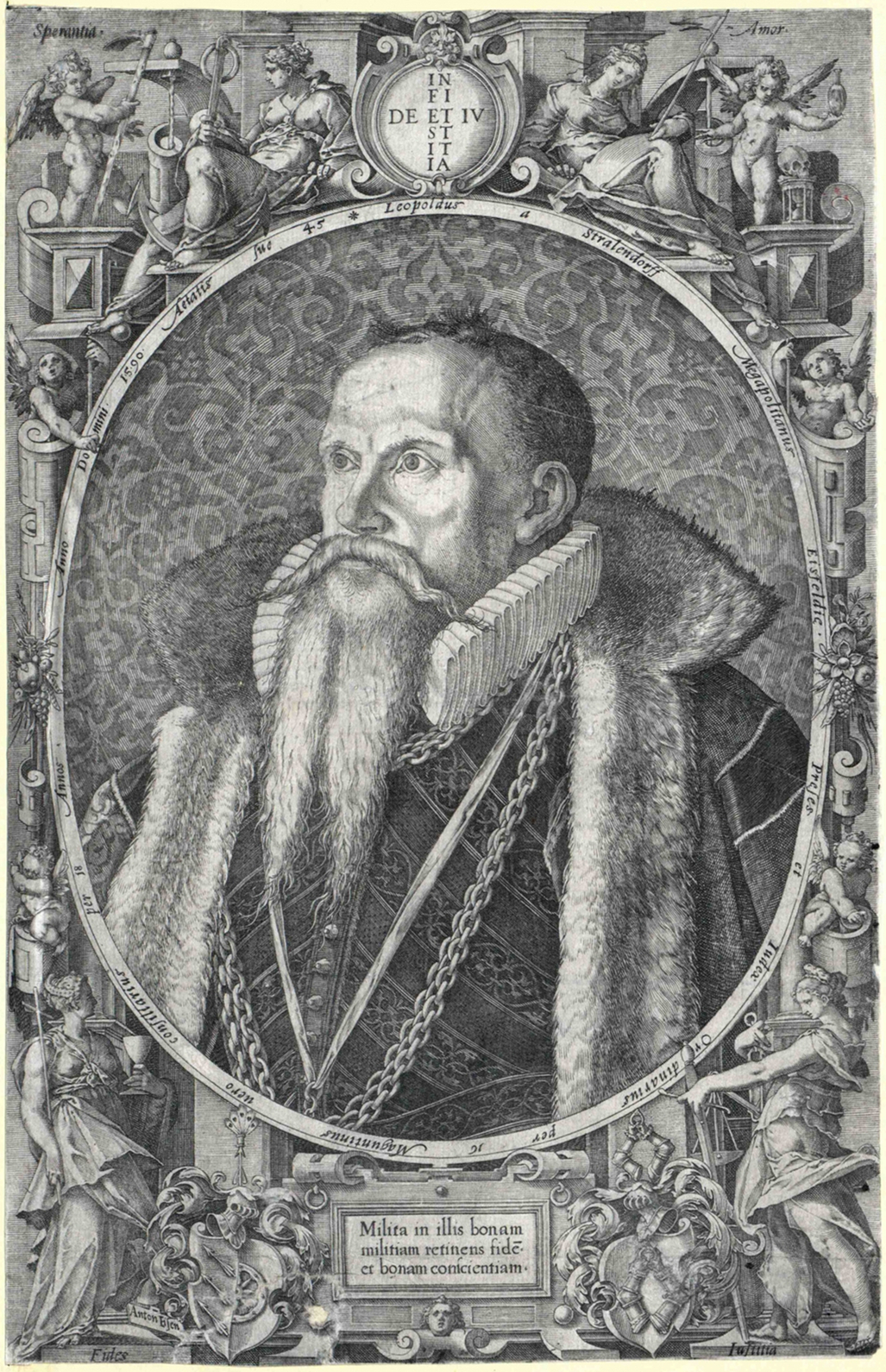
Leopold von Stralendorf im Alter von 45 Jahren

Leopold Freiherr von Stralendorf, auch: Lippold[t] und von Stralendorff, (* um 1545; † 4. September 1626 in Heiligenstadt) war Oberamtmann für das Eichsfeld, Kaiserlicher Geheimer Rat und Reichsvizekanzler.

## Leben
Leopold Freiherr von Stralendorf entstammte dem alten mecklenburgischen Rittergeschlecht der Stralendorff. Vertreter dieses Adelsgeschlechts gründeten nach 1160, nachdem Heinrich der Löwe die slawischen Völker besiegt hatte, den Ort Stralendorf.
Über seine Eltern, Ulrich von Stralendorf, Herr auf Goldebee und Preensberg (1506 – 26. Dez 1576), und Metta von Oertzen, der Tochter von Lippold von Oertzen auf Roggow (1496–1554) und dessen Ehefrau Anna, geb. von Bülow (1512–1560) sowie die Jugend Leopolds ist nur wenig bekannt.
Im Jahr 1562 ist er an der Universität Rostock immatrikuliert (als Lupoldus Stralendorp). Nach Beendigung des Studiums ging von Stralendorf in einer Prozesssache seines Vaters nach Speyer und Mainz, wo er den Jesuiten Lambert Auer kennenlernte.
Lambert Auer führte Stralendorf in den katholischen Glauben ein; Stralendorf konvertierte daraufhin zum Katholizismus. Anfang der 1570er Jahre trat er in den Dienst des Erzbischofs und Kurfürsten von Mainz, Daniel Brendel von Homburg. 1574 kam er so mit dem Erzbischof auf das Eichsfeld und wurde am 7. Juni für den Verstorbenen Caspar von Berlepsch zum Oberamtmann für das Eichsfeld ernannt. Seine erste große, erfolgreich durchgeführte Aufgabe war die Inhaftierung des wegen Mordes angeklagten Berthold von Wintzingerodes auf Schloss Bodenstein. Am 8. Juli 1576 heiratete Lippoldt von Stralendorf im Schloss Neuhof Margaretha von Dernbach, die Schwester des Fürstabtes von Fulda, Balthasar von Dernbach.
Durch seine Bemühungen um die Wiedereinsetzung seines Schwagers wurde der kaiserliche Hof in Prag auf Stralendorf aufmerksam. Er wurde mit Kaiser Rudolf II. bekannt und gewann dessen Vertrauen. Auf Bitten des Kaisers zog Stralendorf im Juni 1603 nach Prag und wurde zum Kaiserlichen Geheimen Rat ernannt. Trotz seines hohen Alters ernannte ihn der Kaiser am 22. November 1605 zum Reichsvizekanzler. 1606 folgte die Ernennung zum Administrator der Reichs-Kanzlei. Im Jahr 1607 wurde Leopold von Stralendorf vom Kaiser mit der erblichen Freiherrenwürde des böhmischen Herrenstandes ausgezeichnet. Er stand im Ruf, als einer von wenigen unter den Ministern des Kaisers die Regierungsakten gründlich zu studieren und mit den verwickelten Rechtsverhältnissen im Reich vertraut zu sein. Im Streit um die Jülicher Erbfolge wurde unter dem Namen von Leopold von Stralendorf ein Gutachten lanciert, welches die Habsburger Politik in Misskredit setzen sollte. Erst im 19. Jahrhundert wies Friedrich Stieve nach, dass es dabei um eine brandenburgische Fälschung handelt.
Nach dem Tod Kaiser Rudolf II. im Januar 1612 legte Stralendorf seine Ämter nieder. Sein Sohn Peter Heinrich von Stralendorf folgte ihm als Geheimer Rat, Reichshofrat und Reichsvizekanzler am Hof von Ferdinand II.